# بقعه امامزاده میرمحمد
بقعه امامزاده میر محمد مربوط به دوره قاجار است و در شهرستان گرمسار، روستای کرک واقع شده و این اثر در تاریخ ۲۵ اسفند ۱۳۸۰ با شمارهٔ ثبت ۵۶۴۵ به‌عنوان یکی از آثار ملی ایران به ثبت رسیده است.